# Синтаксис (альманах)
Синтаксис — самиздатский поэтический альманах, который был основан, редактировался и издавался А. И. Гинзбургом в Москве.
В 1959—1960 годах Гинзбург осуществил свою давнюю мечту — составил и распространил среди своих друзей и знакомых самиздатский поэтический альманах «Синтаксис». В новый журнал были включены неопубликованные стихи Сапгира, Холина, Чудакова, Глазкова, Аронова, Окуджавы, Ахмадулиной, впервые напечатаны стихи Бродского и других поэтов.
Каждый номер альманаха включал 10 авторов, каждый из которых был представлен обычно только пятью стихотворениями. Однако поэты давали в журнал значительно большее число своих произведений.
В первых двух выпусках были представлены стихи московских авторов.
Так первом выпуске было опубликовано по пять стихотворений Александра Аронова, Всеволода Некрасова, Музы Павловой, Юрия Панкратова, Генриха Сапгира, Ивана Харабарова, Сергея Чудакова, по шесть — Владимира Бурича и Николая Глазкова и десять Игоря Холина. В альманахе авторы шли в алфавитном порядке.
Во втором выпуске А. Гинзбург опубликовал по пять стихотворений Адольфа Аврусина, Беллы Ахмадулиной, Эльмиры Котляр, Николая Котрелёва, Булата Окуджавы («Песенка о Короле», «Ванька Морозов», «Солдат бумажный», «Припортовые царевны» и «Шарик»), Олега Прокофьева, Александра Тимофеевского, 2 стихотворения — Нины Бялосинской, и по четыре — Сергея Калашникова (псевдоним Э. Ф. Иодковского) и Виталия Шестакова.
В третьем номере были поэты из Ленинграда, в том числе Дмитрий Бобышев (5), Иосиф Бродский (5), Глеб Горбовский (5), Виктор Голявкин (6), Михаил Ерёмин (5), Сергей Кулле (5), Александр Кушнер (5), Евгений Рейн (5), Нонна Слепакова (5) и Владимир Уфлянд (6).
До ареста Гинзбурга успели выйти всего три номера «Синтаксиса». У него скопилось значительное количество рукописей неопубликованной поэзии. Гинзбурга арестовали в 1960 году, когда он работал над запланированным четвёртым выпуском. Незавершенный выпуск должен был содержать произведения литовских поэтов, в том числе Томаса Венцловы. Всего в заключении по этому делу Александр Гинзбург провёл два года.
Активное участие в подготовке журнала принимал Вадим Кожинов.